# Gamu-Gofa
Gamu-Gofa era una de las antiguas provincias de Etiopía. Su nombre viene de los dos principales grupos étnicos de la provincia: Gamo y Goffa. La provincia fue incorporada a Etiopía en los años 1880 por el emperador Menelik II. Su capital era Chencha hasta mediados de los años 1960; a partir de esa fecha Arba Minch se convirtió en la nueva capital. Esta provincia limitaba al oeste y al norte con Kaffa, al norte y al este con Sidamo, al sureste con el lago Chew Bahir y al sur con Kenia y el lago Turkana.
La provincia de Gamu-Gofa nació como resultado de la Proclamación 1 de 1943, que creó 12 taklai ghizats a partir de las 42 provincias existentes de diferentes tamaños. Con la adopción de la nueva constitución en 1995, Gamu-Gofa se reorganizó en las zonas Semien Omo (Omo Norte) y Deboub Omo (Omo Sur) de la región de las Naciones, Nacionalidades y Pueblos del Sur de Etiopía.

## Awrajas
La provincia estaba dividida en 4 awrajas (distritos).
- Gamo
- Gardula
- Geleb and Hamerbako
- Gofa